# Vannozzi
 Vannozzi (fl. XX secolo) è stato un calciatore italiano, di ruolo attaccante.

## Carriera
Con la Rivarolese disputò 14 gare nel campionato di Prima Divisione 1922-1923. Negli annali della squadra polceverasca, alla sua unica partecipazione nella massima divisione, è ricordato per aver segnato un gol contro il Milan, nell'incontro casalingo terminato 1-1.